# Hormazd VI
Hormazd VI var en persisk kung av den sassanidiska ätten. Han regerade mellan 631 och 632.